# HagaBank
De HagaBank, ook wel Hagabank of Bank Haga, is een Indonesische bank, die in 1989 in Jakarta werd opgericht. De hoofdzetel is momenteel gevestigd aan de Jalan Abdul Muis Kav in diezelfde stad.
Op 13 juli 2006 werd de HagaBank, die toen nog in het bezit was van de Djarum Group, samen met de Bank Hagakita door de Nederlandse Rabobank opgekocht.